# 1893 (Loki)
"1893" es el tercer episodio de la segunda temporada y noveno episodio en general de la serie de televisión estadounidense Loki, basada en Marvel Comics y protagonizada por el personaje homónimo. Sigue a Loki trabajando con Mobius M. Mobius, Hunter B-15 y otros miembros de la Autoridad de Variación Temporal (TVA) para viajar a 1893 en busca de Ravonna Renslayer y Miss Minutes, donde se topan con una variante de He Who Remains, Víctor Timely. El episodio está ambientado en el Universo cinematográfico de Marvel (MCU), compartiendo continuidad con las películas de la franquicia. Su guion fue escrito por el guionista principal Eric Martin, Kasra Farahani y Jason O'Leary, a partir de una historia de Martin y dirigida por Farahani.
Tom Hiddleston retoma su papel de Loki de la serie de películas, protagonizada junto a Sophia Di Martino, Gugu Mbatha-Raw (Renslayer), Wunmi Mosaku (Hunter B-15), Eugene Cordero, Tara Strong (Miss Minutes), Jonathan Majors (He Who Remains / Timely), y Owen Wilson (Mobius) retomando sus papeles de la primera temporada, junto a Richard Dixon y Ke Huy Quan. El desarrollo de la segunda temporada comenzó en noviembre de 2020, que se confirmó formalmente en julio de 2021. En febrero de 2022, se reveló que Martin escribiría la mayor parte de la temporada, mientras que se reveló que Farahani dirigiría la temporada en junio de 2023.
"1893" se estrenó en Disney+ el 19 de octubre de 2023.

## Trama
Después de escapar de la AVT en busca del "libre albedrío", Ravonna Renslayer llega hasta Chicago en 1868; allí se encuentra con Miss Minutes quien le dice que antes de fallecer, He Who Remains diseño un plan para que ahí le entreguen un regalo a alguien que debe tomar su lugar. Con la promesa de que ambas volverán a tomar el liderazgo de la AVT con esa persona, Ravonna le entrega en secreto el Manual de la AVT.
En la sede de la AVT, Ouroboros descubre que las líneas de tiempo ramificadas destruidas por la General Dox están creciendo nuevamente; esto amenaza con eventualmente sobrecargar el Telar Temporal y destruir la AVT. Para arreglar el telar, se requiere acceso a él, pero solo Miss Minutes o el aura temporal de He Who Remains, pueden otorgar acceso.
Loki y Mobius recuerdan que Miss Minutes estaba trabajando con Renslayer, por lo que rastrean su TemPad en una línea temporal ramificada hasta Chicago, primero hasta 1868, luego en 1893 en la Feria Mundial de Chicago. Allí, asisten a una exposición tecnológica donde ven a Victor Timely, a quien Loki reconoce como una variante de Aquel que Permanece, presentando un prototipo del Telar Temporal;  sin que Loki y Mobius descubran esto, Timely es la variante que Aquel que Permanece eligió como sucesor y el cual, tras la entrega del manual, ha desarrollado prototipos reales de dispositivos de la AVT, así como inventos falsos como estafas por dinero.
Al finalizar su presentación, Timely luego tiene cuatro grupos persiguiéndolo: un barón ladrón y sus aliados, que quieren venganza porque Timely ha estafado al Barón; Loki y Mobius, que necesitan el aura temporal de Timely para arreglar el telar; Renslayer y Miss Minutes, que quieren que Timely ocupe el lugar de su variante al frente de la AVT con ellas a su lado, y Sylvie, que ha descubierto su existencia a través de su TemPad y ha llegado a matarlo para evitar su ascenso al poder.
Loki evita que Sylvie mate a Timely, luego usa magia para asustar al Barón, mientras Timely escapa con Renslayer y Miss Minutes. Timely se da cuenta de que Renslayer le dio el Manual de la AVT y le agradece por ello, pero luego la abandona por proponerle una sociedad. Al llegar al laboratorio de Timely en Wisconsin, Miss Minutes, que había estado celosa de que Renslayer recibiera la atención de Timely, expresa su deseo de tener un cuerpo real y proclama un amor romántico por Timely, lo que lleva a Timely a rechazarla y apagar sus circuitos.
Renslayer, Loki, Mobius y Sylvie alcanzan a Timely, y Sylvie toma el control. Timely suplica por su vida, negando que se convierta en Aquel que Permanece y diciendo que puede tomar sus propias decisiones. Sylvie perdona a Timely y permite que Loki y Mobius lo lleve de regreso a la AVT. Sylvie luego envía a Renslayer a la Ciudadela al Fin de los Tiempos. Renslayer trae a Miss Minutes y la reactiva, mientras ven el cadáver de Aquel que Permanece. Miss Minutes dice que conoce un secreto sobre Renslayer que la enojaría.

## Producción

### Desarrollo
El desarrollo de una segunda temporada de Loki había comenzado en noviembre de 2020,  lo que se confirmó a través de la escena a mitad de créditos en el final de la primera temporada, que se estrenó en julio de 2021.  En febrero de 2022, Eric Martin, escritor de la primera temporada que asumió algunas de las tareas del creador de la serie Michael Waldron durante la producción de esa temporada,  estaba listo para escribir los seis episodios de la segunda temporada.  La diseñadora de producción de la serie, Kasra Farahani, fue revelada como directora de la temporada en junio de 2023, dirigiendo el tercer episodio además de coescribirlo. Los productores ejecutivos de la temporada incluyen a Kevin Feige, Stephen Broussard, Louis D'Esposito, Victoria Alonso y Brad Winderbaum de Marvel Studios y Kevin R. Wright, junto con la estrella Tom Hiddleston, Justin Benson y Aaron Moorhead, Martin y Waldron.  El tercer episodio, titulado "1893",  tiene el guion escrito por Martin, Farahani y Jason O'Leary, a partir de una historia de Martin,  y se estrenó en Disney+ el 19 de octubre de 2023. 
Wright y Martin le pidieron a Farahani que fuera parte de la sala de escritores y eventualmente dirigiera el episodio después de que vieron su participación general en la temporada. Farahani dijo que solo podría dirigir el último episodio filmado porque para entonces el trabajo de diseño estaría terminado. 

### Escritura
Farahani dijo que la escena en la que Loki encuentra un diorama con estatuas en la Feria Mundial de Chicago de Thor, Odín y Balder el Valiente fue en parte una broma en la que el público esperaba ver la estatua de Loki junto a la de Thor y Odín solo para ver la de Balder. La escena también fue escrita como una forma de reintroducir su relación con Asgard tanto al personaje como a la audiencia y cómo "Loki tiene el potencial de hacer cosas masivas, poderosas y enormemente impactantes en la escala que sólo un Dios puede hacer". También dijo que la escena estaba destinada a reconocer cómo los dioramas en la Exposición Universal podían parecer "bastante reductivos" y racialmente insensibles al hacer que Loki hiciera un comentario al respecto.  Presentar a Victor Timely en este episodio permitió "jugar con un montón de drama de personajes interesante", especialmente si tanto Loki como Sylvie podían confiar en él.  Farahani describió la relación de Miss Minutes y Ravonna Renslayer en el episodio como "rudo", siendo aliadas entre sí por conveniencia y sin "ninguna buena voluntad real entre ellas". Su conversación de "tregua tácita" al final del episodio se realizó en la Ciudadela al final de los tiempos para que pudiera ser "en presencia de He Who Remains, quien es el arquitecto de [su] animosidad en primer lugar". 

### Casting
El episodio está protagonizado por Tom Hiddleston como Loki, Sophia Di Martino como Sylvie, Gugu Mbatha-Raw como Ravonna Renslayer,  Wunmi Mosaku como Hunter B-15, Eugene Cordero como Casey, Tara Strong como Miss Minutes,  Richard Dixon como Robber Baron,  Jonathan Majors como Victor Timely  y He Who Remains,  Ke Huy Quan como Ouroboros "OB" y Owen Wilson como Mobius M. Mobius.  También protagonizan Ross Hatt como Guy Pennyman III  y Nasri Thompson como el joven Victor Timely.  La compositora de la serie Natalie Holt hace un cameo como músico. 

### Diseño
Wright creía que el escenario para la Exposición Universal era más grande que el construido para Lamentis en la primera temporada,  lo que, según Faharani, obligó al equipo a tener cuidado y evitar excederse en el presupuesto al construirlo, principalmente debido a que era un solo escenario para un conjunto de episodios.  Faharani reveló que siempre trata de crear decorados en su diseño de producción que sugieran ángulos de cámara para que el director de fotografía y el director sepan cómo quieren filmar una escena. Debido a ese proceso, Faharani estaba feliz de conseguir un episodio con decorados que podía garantizar que se filmarían como él quería.  Volviendo a la Ciudadela del Fin de los Tiempos ambientada al final del episodio, Farahani ha querido reflejar cómo el tiempo ha empezado a afectarla desde los acontecimientos del final de la primera temporada, con el decorado mostrado en un estado decadente junto con los cadáver podrido del que queda. 

### Filmación y efectos visuales
El rodaje tuvo lugar en Pinewood Studios en el Reino Unido,  con Farahani dirigiendo e Isaac Bauman como director de fotografía.  The Prestige (2006) fue una de las muchas referencias que Farahani y Bauman tomaron para el aspecto del episodio, y Wright afirmó que el objetivo era hacer que el episodio "pareciera lo más naturalista posible" y evitar "una apariencia kitsch o una imagen sesgada". versión de lo que podrían haber sido esas épocas" que puede suceder al adaptar períodos de tiempo pasados en medios de viajes en el tiempo.  La pareja decidió utilizar muchas tomas amplias en el episodio para aprovechar que la mayoría de los decorados estaban completamente intactos, en 360 grados.  Bauman filmó el episodio con distancias focales más largas en sus teleobjetivos para producir un fondo "más arremolinado y distorsionado" con bordes menos limpios; esto tenía como objetivo imitar el aspecto fotográfico "borroso, borroso y algo desaturado" de la época.  Los efectos visuales para el episodio fueron creados por Industrial Light & Magic, Yannix, SDFX Studios, Rising Sun Pictures, FuseFX, Trixter, Framestore y Cantina Creative. 

### Música
El episodio presenta una versión para piano ragtime de la fanfarria de Marvel Studios. 

## Marketing
Después del lanzamiento del episodio, Marvel anunció productos inspirados en el episodio como parte de su promoción semanal "Marvel Must Haves" para cada episodio de la serie, incluida ropa, un póster y Funko Pops para Sylvie, Renslayer con Miss Minutes y Victor Timely. 

## Recepción

### Audiencia
Según Nielsen Media Research, que mide la cantidad de minutos vistos por el público estadounidense en televisores, Loki fue la quinta serie original más vista en los servicios de transmisión durante la semana del 16 al 22 de octubre de 2023, con 525 millones de minutos vistos,  lo que representó una disminución del 10,7% con respecto a la semana anterior. 

### Respuesta crítica
El sitio web de recopilación de reseñas Rotten Tomatoes informa un índice de aprobación del 80%, según 10 reseñas. 
Therese Lacson de Collider dijo que el episodio "hace gran parte del trabajo pesado durante el resto de la temporada". Sintió que la introducción de Timely fue "otro cambio brusco" de Majors y le gustó el hecho de que cada una de sus variantes de Kang tuviera personalidades distintas. Al calificar las reacciones de Miss Minutes ante el gusto de Renslayer por Timely como "un punto culminante del episodio", Lacson calificó de "encantador ver cuán mezquino y egoísta puede ser el pequeño reloj de IA" y creía que Miss Minutes sería "un jugador clave". para lo que queda de temporada. El escenario de 1893 también fue un momento destacado para Lacson. 
Siddhant Adlakha de Vulture calificó el episodio con 3 de 5 estrellas, ya que fue "entretenido a rachas" y tiene "una estética de luz de gas apropiada para la época", pero su principal debilidad es su "estructura dramática", porque los "objetivos" de los personajes se superponen de manera significativa", parece que "todo conflicto se basa en un malentendido". La mejor parte del episodio para Adlakha fue la decisión final de Sylvie de perdonar o matar a Timely, "ya que su creencia en el libre albedrío choca con sus instintos asesinos para mantener esa misma libertad". 
Fran Ruiz de Space.com, escribió que el episodio "es divertido de ver, pero parece principalmente un trabajo intenso y una colección de montajes". Ruiz destacó que Timely parecía "inocente" e "insegura", pero en realidad es una estafadora inteligente y "orgullosa". Ruiz describió a Timely como una caricatura científica "exagerada" en la primera mitad del episodio, pero sintió que Majors aportó "convencer a la humanidad" como Timely en la segunda mitad al "hacer malabarismos con la curiosidad y el miedo". 
William Hughes de The AV Club le dio al episodio una calificación de "B-", criticando principalmente "las acciones de los personajes que no construyen ningún tipo de todo coherente", incluido Renslayer "saltando de motivación en motivación", mientras que el objetivo automático de Loki de salvar la TVA "sigue siendo extrañamente poco examinado". Sin embargo, Hughes elogió el guion y la actuación de Majors por plantar las semillas de por qué Timely puede convertirse en El que permanece, debido a la "visión" de Timely y al "profundo deseo de aislamiento, independencia y, sobre todo, control". Hughes también elogió la actuación de DiMartino como Sylvie por ser "emocionalmente resonante" al ejemplificar "una herida abierta que busca desesperadamente un lugar y una manera de sanar". 
Sabina Graves de Gizmodo lamentó cómo los personajes femeninos del programa "se sienten todos unidimensionales hasta ahora en comparación con" la temporada anterior, con el episodio "lleno de estos momentos extraños que ponen a los personajes femeninos de Loki en desacuerdo entre sí, alineándose sólo cuando son despreciados por los personajes masculinos mucho más interesantes", en referencia a la trama sobre Renslayer y Miss Minutes. Graves también criticó la actuación de Majors como Timely, afirmando que Majors "exagera demasiado" como Timely, con el resultado de que "el ritmo se desvía en estas escenas, y Majors corta el impulso". 

### Reconocimientos
Strong fue nombrada una de las menciones honoríficas de "Artista de la semana" de TVLine por su actuación en este episodio. El sitio consideró que el trabajo de voz de Strong contribuyó mucho a la "revelación desconcertante" y que claramente se divirtió mucho con el "diálogo delicioso". 